# 李翔 (画家)
李翔（1962年10月—），山东临沂人，中国军旅画家，中国美术家协会副主席，国防大学军事文化学院美术系主任，第十二、十三届全国政协委员。